# 2018년 세계 실내 육상 선수권 대회
2018년 세계 실내 육상 선수권 대회는 2018년 3월 1일부터 3월 4일까지 영국 버밍엄의 버밍엄 아레나에서 개최되었다.